# Lupnica
Lupnica je naseljeno mjesto u općini Jajce, Federacija Bosne i Hercegovine, BiH.

## Stanovništvo

### Popisi 1971. – 1991.
| Lupnica            |              |              |              |
| godina popisa      | 1991.        | 1981.        | 1971.        |
| Muslimani          | 673 (63,25%) | 594 (61,93%) | 543 (63,43%) |
| Hrvati             | 375 (35,24%) | 324 (33,78%) | 310 (36,21%) |
| Srbi               | 1 (0,09%)    | 7 (0,72%)    | 0            |
| Jugoslaveni        | 14 (1,31%)   | 26 (2,71%)   | 0            |
| ostali i nepoznato | 1 (0,09%)    | 8 (0,83%)    | 3 (0,35%)    |
| ukupno             | 1.064        | 959          | 856          |

### Popis 2013.
| Lupnica            |              |
| godina popisa      | 2013.        |
| Bošnjaci           | 523 (64,01%) |
| Hrvati             | 279 (34,15%) |
| Srbi               | 1 (0,12%)    |
| ostali i nepoznato | 14 (1,71%)   |
| ukupno             | 817          |

## Vanjske poveznice
- Gornja Lupnica, satelitska snimka  Arhivirana inačica izvorne stranice od 25. rujna 2020. (Wayback Machine)
- Donja Lupnica, satelitska snimka  Arhivirana inačica izvorne stranice od 25. rujna 2020. (Wayback Machine)